# Jan Schwetz
Jan Schwetz (19. června 1803, Busov – 20. března 1890, Vídeň) byl český římskokatolický duchovní, profesor dogmatiky na olomoucké teologické fakultě, jejímž byl děkanem. Roku 1842 se stal profesorem dogmatiky na vídeňské univerzitě, jako odborný poradce se zúčastnil prvního vatikánského koncilu, posléze se stal proboštem metropolitní kapituly u sv. Stěpána ve Vídni.

## Dílo
- Theologia generalis, cui praemittitur brevis introductio in Theologiqam universam, Viennae 1849.
- Theologia dogmatica catholica, 1-3, Viennae 1851 (1. vyd.) a 1858 (3. vyd.)
- Compendium theologiae dogmaticae, 1-2, Viennae 1862-1863.